# Сборная Словакии по пляжному футболу
Сборная Словакии по пляжному футболу — национальная команда, которая представляет Словакию на международных соревновательных дисциплинах по пляжному футболу. Управляется Словацким футбольным союзом.
По состоянию на июнь 2024 года Словакия в мировом рейтинге пляжного футбола занимает 69 место.

## История
На международном уровне Словакия дебютировала в 2008 году в рамках квалификации на чемпионат мира, где проиграла в первых двух играх против Польши (1:4) и Украины (4:7), но в конце обыграла Андорру (7:5). Накануне старта следующего отборочного турнира Словакия снялась с турнира из-за форс-мажора. В дальнейшем словаки ещё два раза принимали участие в отборочных кампаниях, но ни разу не выходили на мундиаль.
На Кубке наций 2012 года в Линце команда сумела выйти в финал, где уступила Чехии (0:2), а в следующем году заняла на турнире последнее четвёртое место. В 2016 году Словакия завоевала бронзовые награды Кубка Центральной Европы, прошедшем в Праге.
По итогам Евролиги 2021 года Словакия в дивизионе «Б» заняла шестое место и дошла была сыграть в промофинале, но отказалась от участия по неизвестным причинам. Набранные очки позволили команде подняться в мировом рейтинге пляжного футбола сразу на 27 позиций.
Последний розыгрыш Евролиги 2023 года в дивизионе «Б» для Словакии вновь завершился на шестой позиции.

## Статистика

### Квалификация на чемпионат мира
| Год   | Результат           | И                   | В                   | В+                  | П                   | ГЗ                  | ГП                  |
| ----- | ------------------- | ------------------- | ------------------- | ------------------- | ------------------- | ------------------- | ------------------- |
| 2008  | групповой этап      | 3                   | 1                   | 0                   | 2                   | 12                  | 16                  |
| 2009  | снялась с розыгрыша | снялась с розыгрыша | снялась с розыгрыша | снялась с розыгрыша | снялась с розыгрыша | снялась с розыгрыша | снялась с розыгрыша |
| 2011  | групповой этап      | 3                   | 1                   | 0                   | 2                   | 8                   | 17                  |
| 2013  | не участвовала      | не участвовала      | не участвовала      | не участвовала      | не участвовала      | не участвовала      | не участвовала      |
| 2015  | групповой этап      | 3                   | 0                   | 0                   | 3                   | 6                   | 28                  |
| 2017  | не участвовала      | не участвовала      | не участвовала      | не участвовала      | не участвовала      | не участвовала      | не участвовала      |
| 2019  | не участвовала      | не участвовала      | не участвовала      | не участвовала      | не участвовала      | не участвовала      | не участвовала      |
| 2021  | не участвовала      | не участвовала      | не участвовала      | не участвовала      | не участвовала      | не участвовала      | не участвовала      |
| 2023  | не участвовала      | не участвовала      | не участвовала      | не участвовала      | не участвовала      | не участвовала      | не участвовала      |
| Всего | 3/9                 | 9                   | 2                   | 0                   | 7                   | 26                  | 61                  |